# Tiffany Giardina
Tiffany Giardina, znana również jako Stalking Gia (ur. 4 listopada 1993 w Nowym Jorku) – amerykańska autorka tekstów i piosenkarka pochodzenia włoskiego.

## Życie prywatne
Jest najstarsza z trojga rodzeństwa. W wieku 5 lat zaczęła aktywnie śpiewać. Tiffany słynie z dobroczynności. Wspiera fundacje t.j: Gabrielle's Angel Foundation, Cooley Anemia Foundation i The Ronald McDonald House w Nowym Jorku. Współpracuje z Denise Rich. Jest przyjaciółką Jonas Brothers. Na ostatniej gali Gabrielle's Angel Foundation widziano ją z brytyjskim aktorem Edem Westwickiem i amerykańskim aktorem Andrew Warrenem. Nagrała cover piosenki Taylor Swift „Love Story”.

## Filmografia
- 2011 Saga „Zmierzch”: Przed świtem – Bella (Dublerka)
- 2010 Saga „Zmierzch”: Zaćmienie – Bella (Dublerka)
- 2009 Saga „Zmierzch”: Księżyc w nowiu – Bella (Dublerka)
- 2008 Zmierzch – Bella (Dublerka)
- 2006 62nd Annual Columbus Day Parade (TV) – siebie

## Dyskografia
- 2012 Barbie Księżniczka i Piosenkarka – Keira (śpiew)
- 2010 „I'm Not Crazy” (singel)
- 2010 Barbie w świecie mody (ścieżka dźwiękowa)
- 2010 „Falling Down” (singel)
- 2009 „Love Story” cover utworu Taylor Swift
- 2009 No Average Angel
- 2008 Dzwoneczek (ścieżka dźwiękowa)
- 2008 Kopciuszek: Roztańczona historia (ścieżka dźwiękowa)
- 2006 „Dream Away” (singel)
- 2005 We've Got Christmas

## Teledyski
- „Dream Away” (2006)
- „No Average Angel” (2008)
- „Hurry Up & Save Me” (2008)
- „I'm not crazy” (2009)
- „life is a fairytale"